# Arrondissement Soissons
Arrondissement Soissons (fr. Arrondissement de Soissons) je správní územní jednotka ležící v departementu Aisne a regionu Hauts-de-France ve Francii. Člení se dále na pět kantonů a 159 obcí.

## Kantony
od roku 2015:
- Fère-en-Tardenois (část)
- Soissons-1
- Soissons-2
- Vic-sur-Aisne (část)
- Villers-Cotterêts (část)

před rokem 2015:
- Braine
- Oulchy-le-Château
- Soissons-Nord
- Soissons-Sud
- Vailly-sur-Aisne
- Vic-sur-Aisne
- Villers-Cotterêts